# Cratere Ferrier
Ferrier è un cratere sulla superficie di Venere. Deve il suo nome al contralto inglese Kathleen Ferrier.